# Laghdir
Laghdir (franska: Laghdir (CR), Laghdir (Commune Rurale), arabiska: عين بيضاء) är en kommun i Marocko.   Den ligger i provinsen Ouezzane och regionen Tanger-Tétouan-Al Hoceïma, i den norra delen av landet, 170 km nordost om huvudstaden Rabat. Antalet invånare är 7 077.